# Глухов, Николай Андреевич
Николай Андреевич Глухов (род. 28 апреля 1995, Челябинск) — российский хоккеист, защитник. Мастер спорта России (2025).

## Биография
Хоккеем начал заниматься в 2001 году в Челябинске, был ведущим защитником и капитаном команды «Трактор-95». Тренеры — Виктор Ветшев, Станислав Шадрин. В 2009 году переехал в Омск. В 2012 году был выбран «Авангардом» на драфте КХЛ под 62-м номером. Дебютировал в МХЛ в сезоне 2012/13 в составе «Омских ястребов» и выиграл Кубок Харламова. Летом 2013 года прошёл с «Авангардом» предсезонную подготовку, дебютировал в КХЛ в следующем сезоне.
13 мая 2016 года был обменян в челябинский «Трактор». Сыграл два матча в КХЛ и три — в ВХЛ за «Челмет». 27 сентября 2016 года перешёл в «Сибирь», а 16 декабря заключил двустороннее соглашение до конца сезона с «Адмиралом».
Играл в ВХЛ за команды «Торпедо» Усть-Каменогорск (2018/19), «СКА-Нева» (2018/19 — 2020/21),
«Металлург» Новокузнецк (2021/22), «Лада» Тольятти (2022/23, с сезона 2023/24 — в КХЛ).
Участник чемпионата мира среди юниоров 2013 в Сочи.